# Péter Dezső
Péter Dezső (Felsővisó, 1929. június 22. – Máramarossziget, 1990. augusztus 19.) erdélyi magyar néprajzi kutató.

## Életútja
A Máramarosszigeti Piarista Gimnáziumban érettségizett (1948), a Ion Andreescu Képzőművészeti Főiskolán belsőépítészi diplomát szerzett (1956). Nagybányán népművészeti tanácsadóként kezdte pályáját a kisipari termelőszövetkezetben, majd gyűjtőmunkával részt vett a Máramarosi Néprajzi Múzeum előkészítésében. Az új intézmény muzeológusa (1957–66), közben anyagot gyűjtött a helybeli falumúzeum részére is. A Fafeldolgozó Kombinát vezető belépítészeként „népi ihletésű” bútorokat tervezett (1966–73), rajztanár a Faipari Líceumban (1974–78), tervező építész egy szövetkezetnél (1979–89) nyugalomba vonulásáig.
Kutatási területe: a népi építészet, Máramaros néprajza. Társszerzője a Poarta maramureşeană (1977) című albumnak.